# Synagoga w Śmiglu
Synagoga w Śmiglu – synagoga znajdująca się w Śmiglu przy ulicy Adama Mickiewicza 6. Przez mieszkańców nazywana była Kaplicą.
Synagoga została zbudowana w pierwszej połowie XIX wieku. Wzmiankowana m.in. w 1846 roku, jako jedna z trzech synagog w ówczesnym pruskim powiecie Kosten (dwie pozostałe synagogi były w Czempiniu oraz Krzywiniu). Oprócz sali modlitewnej mieściła również mieszkanie dla rabina oraz - do około 1903 roku - szkołę żydowską. W 1930 roku, w związku z brakiem ludności żydowskiej, władze miasta odkupiły synagogę i przebudowały ją na szkołę. Obecnie mieści się w niej mieszkanie, pomieszczenie gospodarcze oraz sklep.